# 库特 (我为喜剧狂)
《库特》（英語：Cooter）是美国情景喜剧《我为喜剧狂》第2季的第15集，也是整个剧集的第36集。由节目主创人、女主演兼执行制片人蒂娜·菲编剧，本季节目的制片人之一唐·斯卡迪诺担任导演，2008年5月8日通过全国广播公司在美国首播。客串出演本集的演员包括马修·布罗德里克、凯文·布朗、格里兹·查普曼、埃迪·法可、大卫·福赛斯、马里克·潘考利、保罗·谢尔和迪恩·文特斯等。在本集节目中，杰克·唐纳吉（Jack Donaghy，亚历克·鲍德温饰）对自己在政界的新工作很不满意，于是一心想要找麻烦令自己被解雇，丽兹·莱蒙（Liz Lemon，蒂娜·菲饰）对怀孕感到害怕，并决定要领养一个孩子；崔西·乔丹（Tracy Jordan，崔西·摩根）试图制作一款成人电子游戏，肯尼斯·帕塞尔（Kenneth Parcell，杰克·麦克布瑞尔饰）一心希望能够成为全国广播公司转播北京奥运会的杂工跟班。
《库特》获得了电视评论员的正面评价，一些人认为这是《我为喜剧狂》中最优秀的一集。多位影评人指出，本片中丽兹对怀孕感到害怕，而同一星期里，蒂娜·菲主演的喜剧片《代孕妈妈》正好上映，所以可能会起到相互宣传的效果。这集节目在美国首播时共计吸引了561万户家庭收看，并获得了两项黄金时段艾美奖提名，最终有一项获奖。

## 剧情
杰克·唐纳吉失去通用电气副总裁的职位后到首都哥伦比亚特区找了份“国土安全危机和气象管理主任”的工作，但是做起来却比自己想像的要没趣得多。得知前通用电气总裁唐·盖斯（雷普·汤恩饰）在晕迷中叫了自己的名字后，杰克决定辞职，但上级没有同意，于是他和另一位政府雇员库特一起制订了一套要让自己被解雇的方案。杰克还向自己的前女友，来自佛蒙特州的民主党联邦众议员C·C·康宁汉求助，请她设法让一项“同性恋炸弹”的研究得到批准。杰克希望通过启动这个既昂贵、又没效果，而且“无论是共和党州还是比较有同性恋倾向的民主党州”都会感到冒犯的五角大楼老计划，最终成功实现让自己被解雇的“宏大目标”。
与此同时，全国广播公司电视节目《与崔西·乔丹》的首席编剧丽兹·莱蒙发现自己好像是怀孕了，并且最让她感到害怕的是，这很可能是自己前男友丹尼斯·达菲的孩子。连续验了几次孕后，她告诉来访的杰克，这些阳性结果是因为她吃了“萨波德索莱达”（Sabor de Soledad）奶酪泡茉所造成，这种食品里面含有公牛的精子。不过她也告诉对方，自己准备好了要养个孩子，只不过不打算自己生，而是要收养。另一边，电视台杂工跟班肯尼斯·帕塞尔得知全国广播公司在北京奥运会有一个杂工跟班的职务空缺，但是杂工部门的主管唐尼·劳森存心和他过不去，想方设法要让肯尼斯不能及时提出申请。女演员简娜·玛隆妮（Jenna Maroney，简·科拉克斯基饰）帮肯尼斯写好了申请，但唐尼仍要强行阻挠，这时制片人皮特用一支箭射中了唐尼的腿部，帮助肯尼斯及时提交了申请。男演员崔西·乔丹一心要完成世界上的第一款成人电子游戏，基本完成后，他把游戏的原型机送给了编剧弗兰克，后者曾帮助过他。
三个月后的2008年8月，杰克和库特在五角大楼展示了“同性恋炸弹”，这一武器只对封闭区域有效，所以没有任何实战价值。然而库特一不留神打破了盛有样品的小瓶，导致会议室内包括副总统迪克·切尼在内的所有人都产生了“很奇怪的感觉”。弗兰克拿到崔西制作的成人电子游戏后连续玩了三个月，完全没有了时间观念。而在北京，肯尼斯碰上了一个中国女人，对方想要取走他的两个肾。最后的几句台词说的是普通话，并且没有英语字幕，所以不懂汉语的观众也就无从得知肯尼斯到底遇上了什么麻烦。两人的对话内容如下：
女士：肯尼斯，我喜欢你，因为我看上了你那两个健壮的肾。

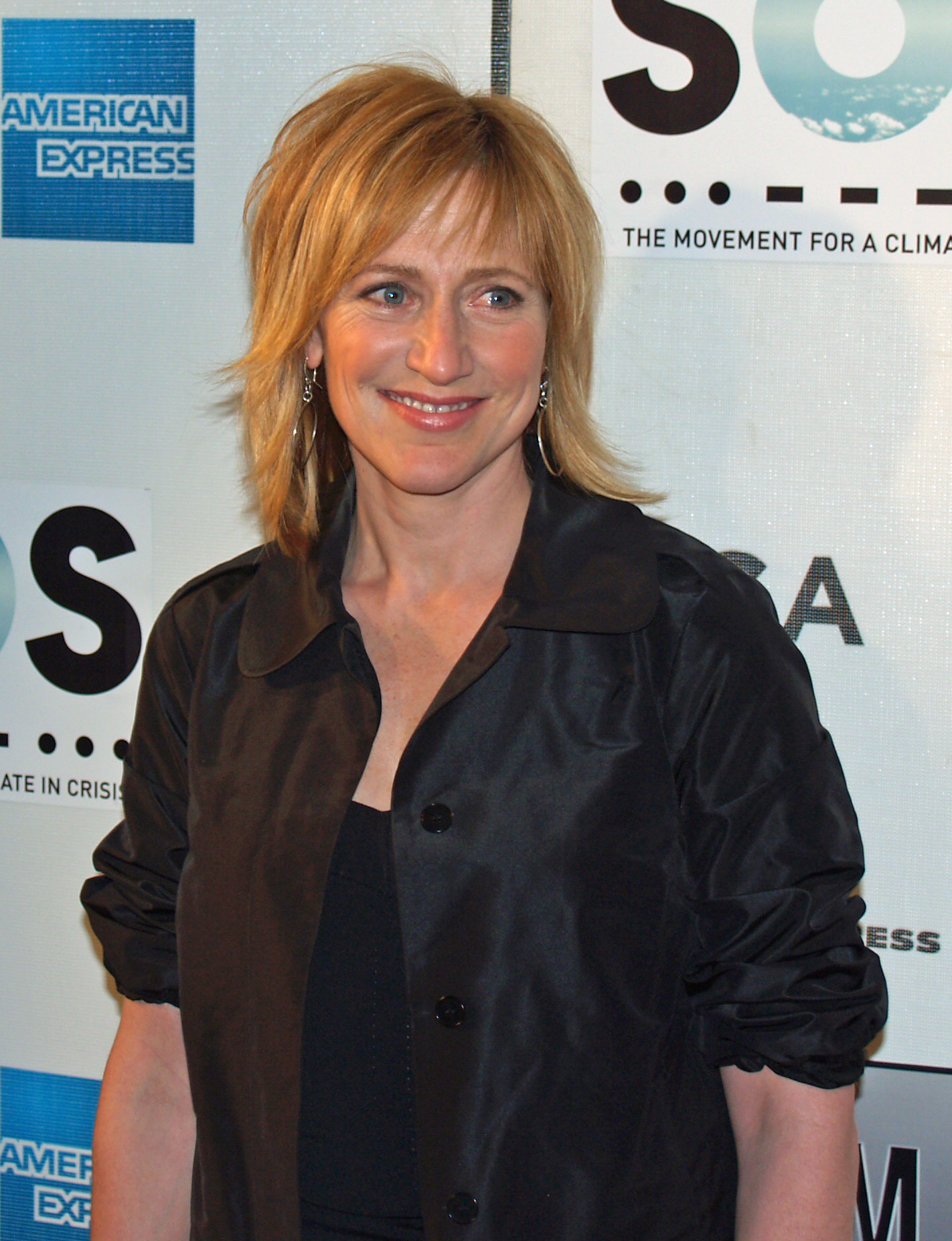
埃迪·法可很高兴能够与《我为喜剧狂》的一众演员合作

肯尼斯：什么？

（一个男子冲进门来并掏出枪）

肯尼斯：真没想到！

## 制作
本集的片名使用的是菲娜·菲最喜欢的其中一个单词，她在全国广播公司喜剧小品《周六夜现场》节目中出现时说过这个词很多次。菲解释自己喜欢这个词是因为“这是用来描述女性生殖器的其中一个最干净的词了”。这一集也是埃迪·法可出演的最后一集《我为喜剧狂》，她一共出演了四集，前面的三集分别是第二季的第六集《有人爱》、第八集《秘密与谎言》和第十集《第210集》，在剧中所扮演的联邦众议员康宁汉与男主角杰克·唐纳吉发展出了一段浪漫关系，但之后因各自工作上的关系而选择了分手。法可表示自己对“能够有机会和如此出众的喜剧演员合作感到激动”，并表示自己很喜欢看这个节目。菲也表示自己对“有一个这么了不起的女演员来加入我们感到兴奋”，并笑称“我们剧组里很多人都希望有人能给他们解释一下《黑道家族》的结局”，法可是该剧的主要演员。

## 反响
《库特》在美国首播时有561万户家庭收看，在18至49岁年龄段人群中收获了2.6 / 7的收视率。这个2.6指的是全美国该年龄段人口总数的2.6%，而7则是指节目播出时有看电视的这一年龄段观众人数的7%。与之相比，哥伦比亚广播公司的《犯罪现场调查》有1782万观众收看，美国广播公司的《实习医生格蕾》有1560万人观看，福克斯的《我要唱下去》有622万人收看，还有253万观众选择了哥伦比亚华纳广播公司的《邪恶力量》。与上一集相比，本季的最后一集观众人数增加了20.6万。
《诺克斯维尔新闻哨兵报》的特里·莫罗（Terry Morrow）称，虽然《我为喜剧狂》一直在收视率问题上挣扎，但这个“细小的节目......闪烁着绝对的光彩”，并宣称《库特》是本剧最优秀的其中一集。他推测节目之所以在收视上表现一般可能是因为没有与观众建立起一种情感的纽带，而只是“满足于做一部非常机智的喜剧”。他觉得绝大多数演员的表现都“恰到好处”，只有简·科拉克斯基表现出讽刺挖苦式的恭维艺术时实在很“抢镜”。《新闻日报 (长岛市)》的凡尔纳·盖伊（Verne Gay）称赞了简娜和肯尼斯的故事情节，也喜欢布罗德里克的客串出镜，称他“完全展示出了（自己）漫画般的脸颊”。网站的罗伯特·坎宁（Robert Canning）对肯尼斯和崔西的故事情节给出好评，并对崔西给自己设计的成人电子游戏录音的桥段感叹道：“感谢上帝这集节目是在8点半以后播出的。”《明星纪事报》的阿兰·塞平沃尔（Alan Sepinwall）觉得这集节目已经“接近完美”，唯一的缺陷在于肯尼斯与存心要找麻烦的主管间的对抗让他觉得“没意思”。《时代》杂志将《库特》评为2008年最佳电视剧集的第8名。
《波士顿先驱报》的马克·A·佩里加德（Mark A. Perigard）觉得《库特》是《我为喜剧狂》第二季中最优秀的其中一集，所有的演员都有出场表演。他指出节目中丽兹对怀孕感到害怕，而同一星期里蒂娜·菲主演的喜剧片《代孕妈妈》正好上映，并问道：“蒂娜·菲到底觉得观众想要看到多少有关妈妈的戏？”美国在线电视小队的鲍勃·萨松尼（Bob Sassone）原本认为这集节目可能与《代孕妈妈》间存在相互宣传的关系，但最终还是否决了这一看法。《娱乐周刊》的杰夫·拉布雷克（Jeff Labrecque）对节目中丽兹一角并没有真的怀孕感到失望，并且希望能够在下一季里再次看到她的前男友丹尼斯。网站的奥斯卡·达尔（Oscar Dahl）推测本集节目可能是在对亚历克·鲍德温现实生活中的从政方案作出暗示，后者当时正在考虑竞选公职。
《库特》获得了两项黄金时段艾美奖提名，并最终为蒂娜·菲赢得了杰出喜剧剧集类编剧奖，另一项提名则是由肯·艾卢托（Ken Eluto）获得的杰出喜剧剧集类单镜头影片剪辑奖提名。